# Veronika Rampold
Veronika Barbara Maria Rampold (* 11. Mai 1964 in München) ist eine deutsche Medizinerin und Sachbuchautorin.

## Leben

### Jugend und Bildung
Nach der Beendigung im Jahr 1983 des Werner-Heisenberg-Gymnasiums in Garching bei München studierte sie Medizin an der Ludwig-Maximilians-Universität München und der Westfälischen Wilhelms-Universität in Münster. Dann sammelte sie 18 Monate ihre beruflichen Erfahrungen als Ärztin im Praktikum in einem Krankenhaus in Rahden, schrieb die Dissertation Der Musculus gastrocnemius und seine Verwendung für freie und gestielte Muskelplastiken und promovierte 1992 zur Doktorin der Medizin.

### Beruf und Wirken
Nach der Approbation und einigen Jahren Berufserfahrung hat sie den Berufstitel praktische Ärztin erworben und wurde danach als  Klinikärztin in einer Rehabilitationsklinik in Ostwestfalen-Lippe tätig.
Zusätzlich besuchte Veronika Rampold einschlägige Kurse (Homöopathie: A-Kurs bis D-Kurs) in Düsseldorf und Detmold, bildete sich im Bereich der Homöopathie nach Samuel Hahnemann fort und war in dem August-Weihe-Institut für homöopathische Medizin in Detmold als Alternativmedizinerin tätig.
Ihren ersten Fachartikel veröffentlichte sie im Jahr 1991 in dem Deutschen Ärzteblatt. Danach übersetzte sie zwei Fachbücher aus dem Englischen über die homöopathische Behandlung von Säuglingen und Kleinkindern. Im Januar 1995 trug sie das Thema Materia medica in der Rheinischen Friedrich-Wilhelms-Universität  Bonn vor. In den Jahren 1997/98 schuf  sie das dreibändige Standardwerk MINDMAT über die Anwendung und Wirkung von über 320 homöopathischen Heilmitteln und Nosoden. Die Monografie über die Wirkung eines psychedelischen Halluzinogens aus dem Peyote-Kaktus erschien im Jahr 2001.

## Schriften

### Monografien
- Der Musculus gastrocnemius und seine Verwendung für freie und gestielte Muskelplastiken. Doktorarbeit. Westfälische Wilhelms-Universität, Münster 1992. DNB 930935837
- MINDMAT. Vollständige Materia medica der ichnahen Symptome. (Standardwerk):
  - Band 08: 093 Mittel von Psorinum bis Scutellaria lateriflora. Narayana Verlag, Kandern 1998, ISBN 3-930256-17-7.
  - Band 09: 117 Mittel von Secale cereal bis Syzygium. Narayana Verlag, Kandern 1998, ISBN 3-930256-16-9.
  - Band 10: 118 Mittel von Tabacum bis Zizia. Narayana Verlag, Kandern 1997, ISBN 3-930256-15-0.
- Anhalonium Lewinii und Meskalin. Monografie eines Halluzinogens aus homöopathischer Sicht. Similimum Verlag, Ruppichteroth 2001, ISBN 978-3-939931-36-2.

### Aufsätze
- Praktisches Jahr. Solidaritätsaktion starten. In: Deutsches Ärzteblatt 88(4)/1991, S. 163.
- Ein Vorlesungsversuch zur Homöopathie. In: Deutsches Ärzteblatt 94(95)/1997.
- Häufige Fragen zur Homöopathie. In: Homöopathie-Aktuell 3 und 4/1996.
- Was man über Fieber wissen sollte. In: Homöopathie-Aktuell 2/1997.
- Akuthomöopathie – wenn es sein muß, auch um 5 Uhr früh. In: Homöopathie-Aktuell 3/1998.
- Homöopathische Verfahren. Simile macht Gesunde krank und Kranke gesund. In: Walter Twellmann, Wolfgang Rodowicz (Hrsg.): Unkonventionelle Heilmethoden. Naturheilverfahren und Therapierichtungen. Primus Verlag, Darmstadt 2002, ISBN 978-3-89678-449-0.
- Andere deutsche Wörter für türkische Übersetzung? In: Homöopathie-Aktuell 2/2002.
- Homöopathie und Notfallmedizin. Einige noch zu wenig bekannte Wund- und Schockmittel der Homöopathie.  In: Homöopathie-Aktuell 4/2002.
- Flohsamen – ein großer Helfer bei Darmleiden und Stoffwechselstörungen. In: Homöopathie-Aktuell 1/2004, S. 1–2.
- Herr Doktor darf ich noch meinen Kaffee? – Störfaktoren homöopathischer Behandlung. In: Homöopathie-Aktuell 3/2004.
- Erkältungskrankheiten – ganzheitlich vorbeugen und homöopathisch behandeln. In: Homöopathie-Aktuell 4/2004.
- Kasuistik I. Anhalonium / Meskalin. In: Homöopathie Zeitschrift, Sonderblatt 2006, S. 44–56.
- Das Wesen der Arznei. Die dynamische Arzneiwirkung. In: Gerhard Bleul (Hrsg.): Weiterbildung Homöopathie. Band A, Sonntag Verlag, Stuttgart 2008, ISBN 978-3-8304-9159-0, S. 16–21.
- Das Prinzip Selbstversorgung. In: Homöopathie-Aktuell 1/2010, S. 2.
- Fußschweiß und Fußpilz. In: Homöopathie-Aktuell 3/2012, S. 3.

### Übersetzungen
- Mitwirkung: Henry Newell Guersney (Autor), Aleksandar Stefanovic (Vorwort, Bearbeitung): Homöopathische Behandlung bei Säuglingen und Kindern. Mit umfangreichen Nachträgen versehen sowie Repetitorium Kinder. Similimum, Ruppichteroth 1996, ISBN 978-3-930256-11-2.
- Henry Newell Guersney (Autor), Harald Rass (Bearbeitung): Homöopathie in Gynäkologie und Geburtshilfe. Mit einem Sonderteil über Säuglinge und Kleinkinder. Narayana Verlag, Kandern 2010, ISBN 978-3-939931-44-7.